# Ming Gugong
Le Palais Ming ou Ming Gugong (chinois simplifié : 明故宫 ; chinois traditionnel : 明故宮 ; pinyin : míng gùgōng), également appelé Gugong de Nankin, en référence à celui de la dynastie Qing, à Pékin, est un palais impérial construit à Nankin, province du Jiangsu (Chine), à la demande de Zhu Yuanzhang, futur empereur Hongwu et fondateur de la dynastie Ming.

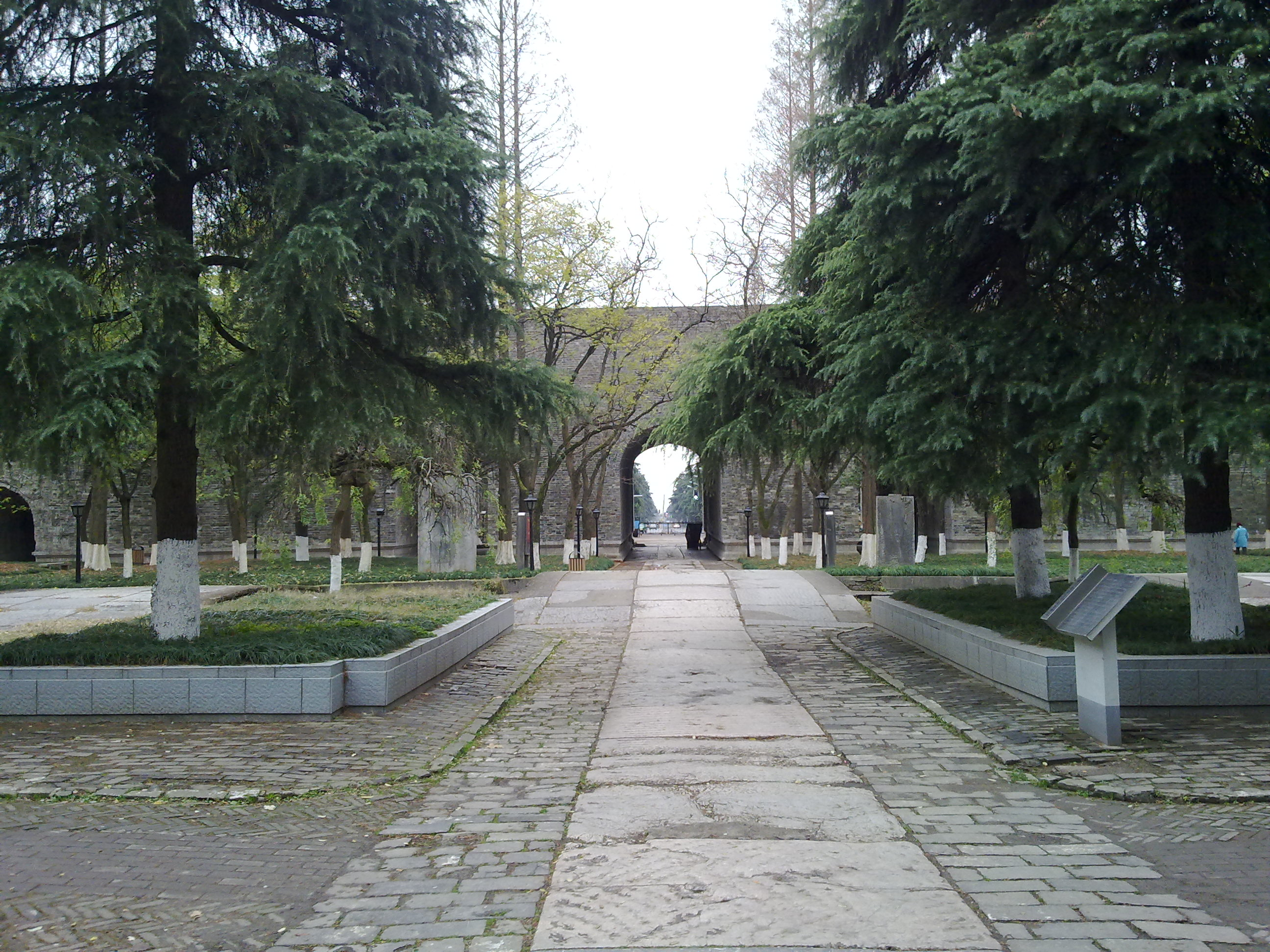
Porte du midi du palais Ming

## Histoire

### XIVesiècle

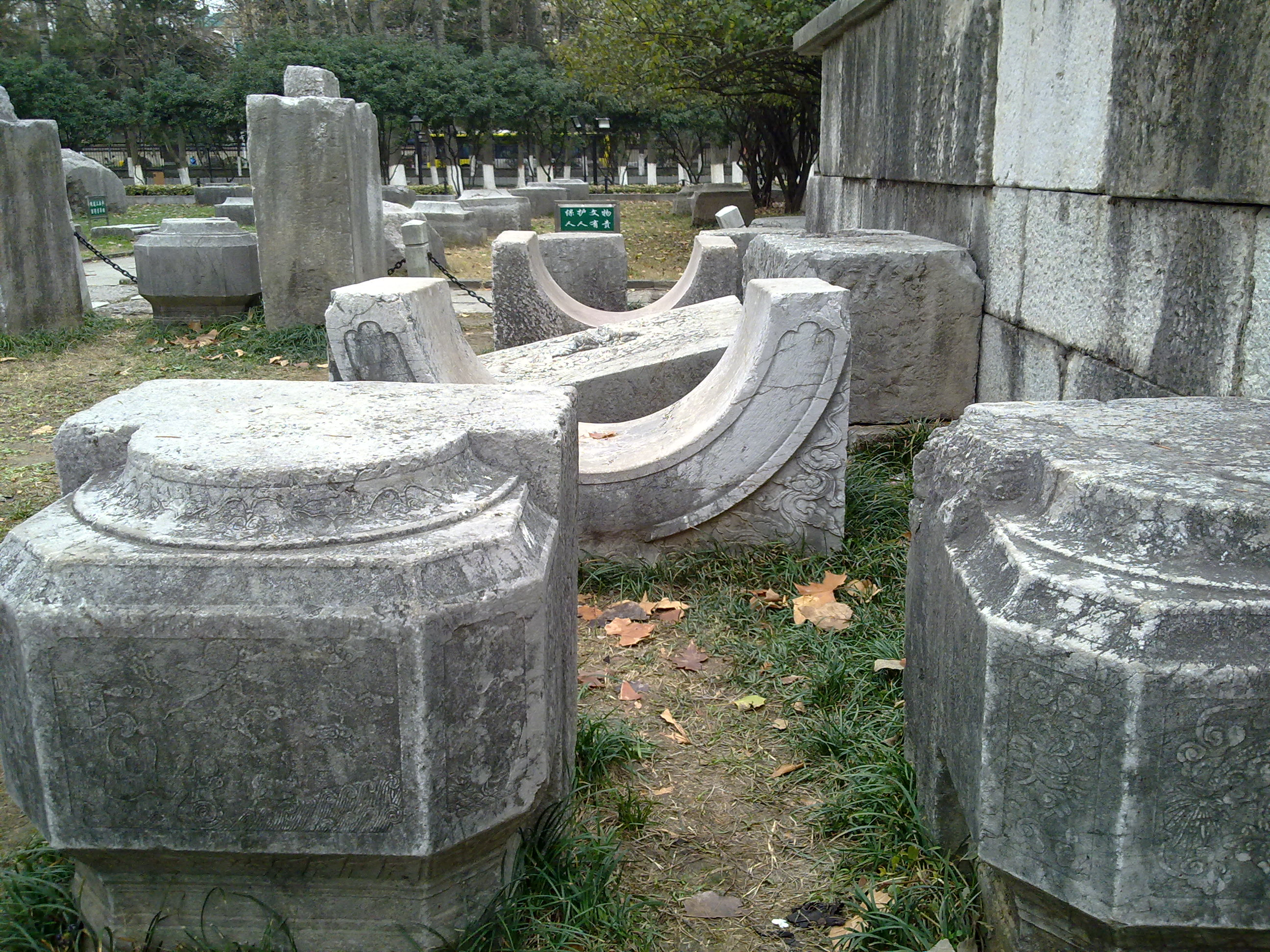
vestige entassés de la porte Fengtian

Zhu Yuanzhang, qui se faisait alors appeler Roi Wu (吴王), entama la construction du palais en 1367 sous le nom de « Nouveau palais du roi Wu » (吴王新宫, wúwáng xīngōng). Il est construit à l'extérieur de la ville de Jiankang, et est achevé en 1368. Après l’achèvement des travaux, Zhu Yuanzhang se proclame empereur Hongwu et fonde la Dynastie Ming. Jiankang est alors rebaptisé Nanjing, soit "la capitale du sud". La même année, il lance la construction de la "capitale du centre" (中都城), dans l'actuelle Xian de Fengyang, province de Anhui, d'où il est originaire. Au cours des années suivantes, peu de changements sont apportés au palais de Nanjing, l'empereur préférant se focaliser sur la construction de la "capitale du milieu".
En 1373, l'empereur Hongwu se concentre à nouveau sur la "capitale du sud", avec un important programme d'expansion et de rénovation du palais qui s'achève en 1375. Il fait établir dans la capitale impériale, un palais de la culture et un palais des héros de la guerre. Il prend Song Lian comme enseignant. Il fait construire la capitale (京师城) actuelle cité de Nankin, et la cité intérieure (内城), achevant alors la capitale impériale de Nankin. De nouveaux travaux d'expansion ont lieu en 1392. En 1398, l'empereur Hongwu meurt, et son petit-fils, l'empereur Jianwen, lui succède. Une guerre civile s'ensuivit bientôt, Zhu Di, fils de l'empereur Hongwu et oncle de l'empereur Jianwen, cherchant à prendre la couronne de son neveu.

### XVe–XVIIIesiècles

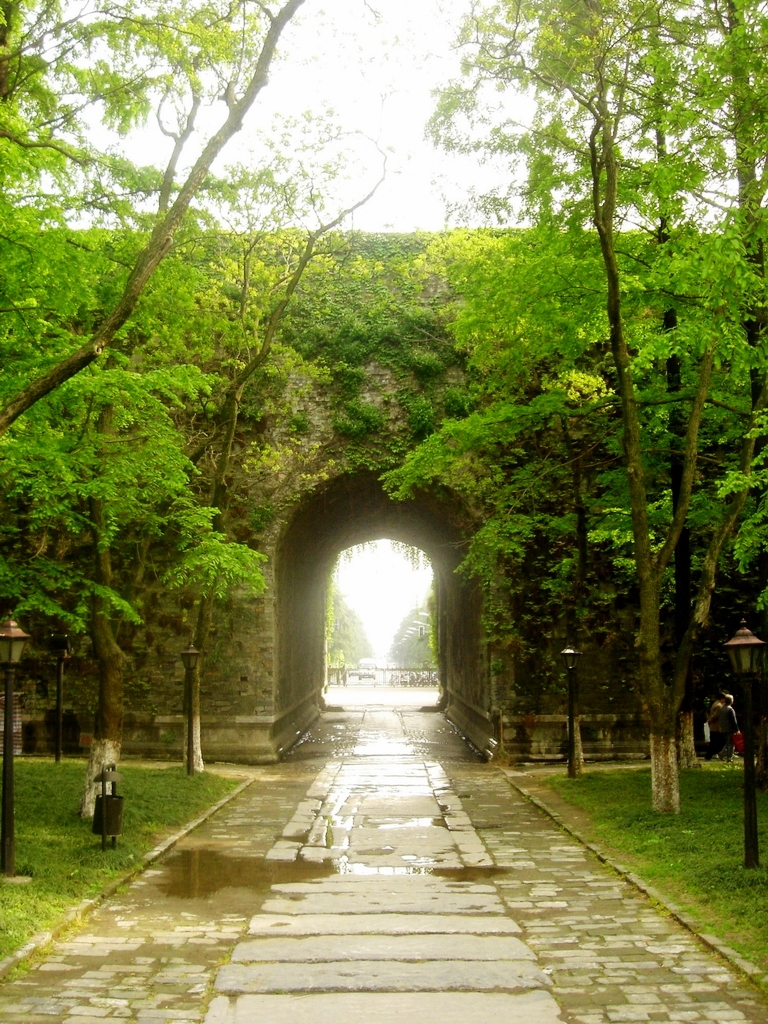
La Porte du Midi (entrée principale) du palais Ming, vue depuis le côté Nord (intérieur du palais).

En 1402, Zhu Di prend Nanjing et monte sur le trône en tant qu'empereur Yongle. L'empereur Jianwen meurt dans un incendie au palais impérial Ming.
L'empereur Yongle souhaitait vivement retourner à Biping (aujourd'hui Pékin), où il avait été élevé au rang de prince. Pour ce faire, il élève Beiping au rang de deuxième capitale, en ajoutant un suffixe Jing à son nom - Beiping est donc devenue la "capitale du nord", Beijing/Pékin. Zhu Di entreprend la construction d'un palais à Pékin, et le palais de Nanjing perd sa position de résidence principale de l'empereur au profit de la Cité interdite de Pékin en 1420, date à laquelle Yongle transfère officiellement la capitale impériale à Pékin. Nanjing conservé le statut de capitale "de réserve" pendant les presque trois siècles que dure la dynastie Ming, avec sa propre cour "de réserve" et ses ministères "de réserve". Pour ce qui est du palais, il est placé sous la garde des fonctionnaires du Département de la Maison impériale. Cependant, le palais est frappé par une série d'incendies, qui causent des dommages qui, pour la plupart, ne sont pas réparés. En 1449, les trois pavillons principaux de la Cour extérieure (le siège cérémonial du gouvernement) brûlent et ne sont jamais reconstruits. D'autres incendies détruisent d'autres parties du palais.
Après la chute de Pékin aux mains des rebelles de Li Zicheng, puis des Mandchous de la dynastie Qing, en 1644, le palais Ming de Nanjing devint brièvement le siège du gouvernement du prince de Fu, qui y est couronné "empereur Hongguang", afin de tenter de perpétuer la dynastie Ming. Il s'agit d'un des régimes de courte durée connus collectivement sous le nom de dynastie des Ming du Sud. À cette époque, seule une petite partie du palais est intacte, et l'empereur Hongguang entreprend de faire reconstruire certaines parties.
Cependant, l'année suivante (1645), les armées Qing atteignent Nanjing. L'empereur Hongguang s'enfuit alors de la ville et les fonctionnaires de la cour "de réserve" se rendent. Sous la dynastie Qing, l'ancien secteur impérial de Nanjing est occupé par les armées mandchoues des Huit Bannières, le palais lui-même devenant le yamen de deux commandements militaires. Tout au long de la dynastie Qing, le palais Ming est progressivement démoli, les pierres et les sculptures étant enlevées pour être utilisées comme matériau de construction et éléments décoratifs dans d'autres projets.
Lorsque l'empereur Kangxi, puis l'empereur Qianlong visitent Nanjing aux XVIIe et XVIIIe siècles, le palais Ming est déjà en ruine, et les deux empereurs séjournent ailleurs dans la ville.

### XIXesiècle
Lorsque les dirigeants de la révolte des Taiping ont fait de Nanjing la capitale de leur royaume céleste, ils ont choisi de ne pas restaurer le palais Ming, mais de construire un nouveau palais du roi céleste. Pour accélérer la construction du nouveau palais, ils ont prélevé une grande quantité de matériaux de construction dans les vestiges du Palais Ming, jusqu'à ce qu'il ne reste presque plus rien des bâtiments et des murs. Après la défaite des Taiping, les troupes Qing rasent ce palais en 1864 et construisent de nouveaux bâtiments gouvernementaux de style traditionnel sur ce site.

### XXesiècle
La République de Chine (1912-49) fait de Nanjing sa capitale en 1928, et transforme l'un des bâtiments gouvernementaux Qing en Palais présidentiel. Dans les plans prévus pour accompagner le développement de la nouvelle capitale, il était prévus la construction d'une nouvelle zone administrative, autour du Palais présidentiel, sur les terrains de l'ancien complexe du Palais Ming. SI ce plan n'a jamais été réalisé, en 1929, une route de grande importance, l'actuelle East Zhongshan Road, est construite dans un axe est-ouest à travers le site du complexe palatial Ming, qui se retrouve divisé en deux parties, une au nord et une au sud.
Dans les années 1930, une série de bâtiments sont construits dans et autour de la partie nord du site du complexe palatial, y compris les bureaux de deux organes du parti du Kuomintang. Ces bâtiments sont construits dans un style "néo-classique" faisant référence à l'architecture traditionnelle du palais, et sont placés symétriquement près des anciennes portes est et ouest du palais. Le Musée national central, ce qui correspond à l'actuel bâtiment du Musée de Nanjing, est également construit dans la partie nord. La partie sud devient une petite piste d'atterrissage, dont la construction entraîne la démolition des deux bras en saillie de la Porte du Midi, l'impressionnante ancienne porte d'entrée du complexe du Palais Ming.

## Le Palais Ming a l'heure actuelle
Aucun bâtiment du palais proprement dit ne subsiste aujourd'hui. Parmi les autres structures, les plates-formes de la porte du Midi (la porte sud, la porte d'entrée du palais), la porte de Donghua (la porte de la Gloire de l'Est, la porte est du palais), et la porte de Xi'an (la porte de la Paix de l'Ouest, la porte extérieure ouest du palais) ont survécu. Elles ne sont pas intactes pour autant car aucune des structures en bois qu'elles accueillaient n’a survécu, et les ailes saillantes de la porte du Midi ont été démolies. Le pont intérieur de l'Eau d'Or et le pont extérieur de l'Eau d'Or, ont survécu. Ces deux ponts se trouvent sur l'axe principal nord-sud du palais, respectivement à l'intérieur et à l'extérieur de la porte d'entrée. Un certain nombre de morceaux de colonnes isolés et de sculptures en pierre ont également survécu, et plusieurs fondations du palais ont été fouillées.
Le site des trois pavillons de la Cour extérieure est devenu un parc commémoratif, tout comme la zone située autour de la Porte du Midi. Un grand nombre des sculptures en pierre et des éléments architecturaux restants du palais ont été déplacés dans ce dernier parc et y sont exposés.
De grandes parties de l'ancien palais sont maintenant occupées par diverses agences et organisations telles que l'Université aéronautique et aérospatiale de Nanjing, les Archives du district militaire de Nanjing et les Archives historiques de Chine no 2.

## Transports
Le palais est accessible depuis la station Minggugong du métro de Nankin.

## Galerie

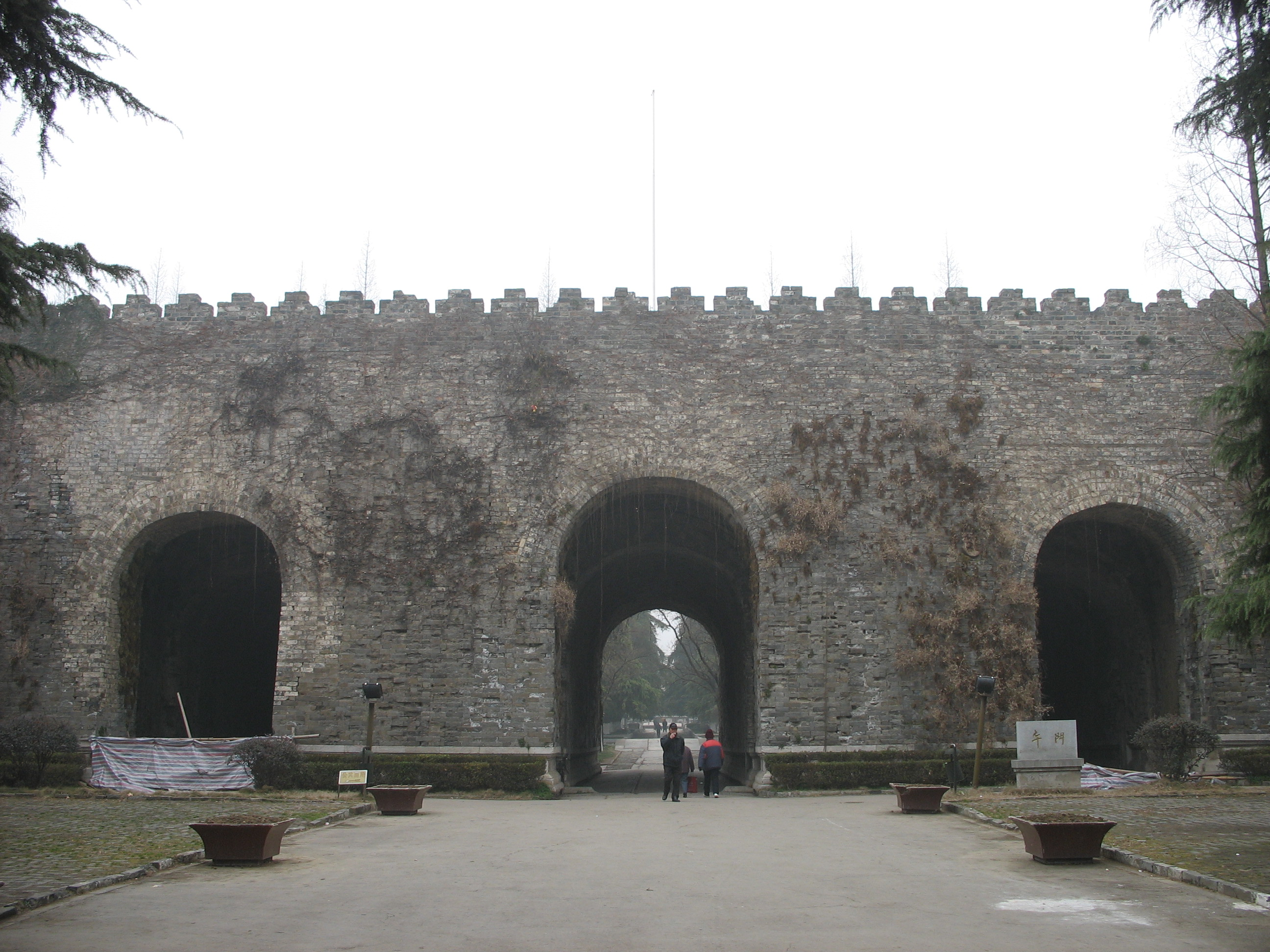
La Porte du Midi vue depuis le Sud (extérieur)
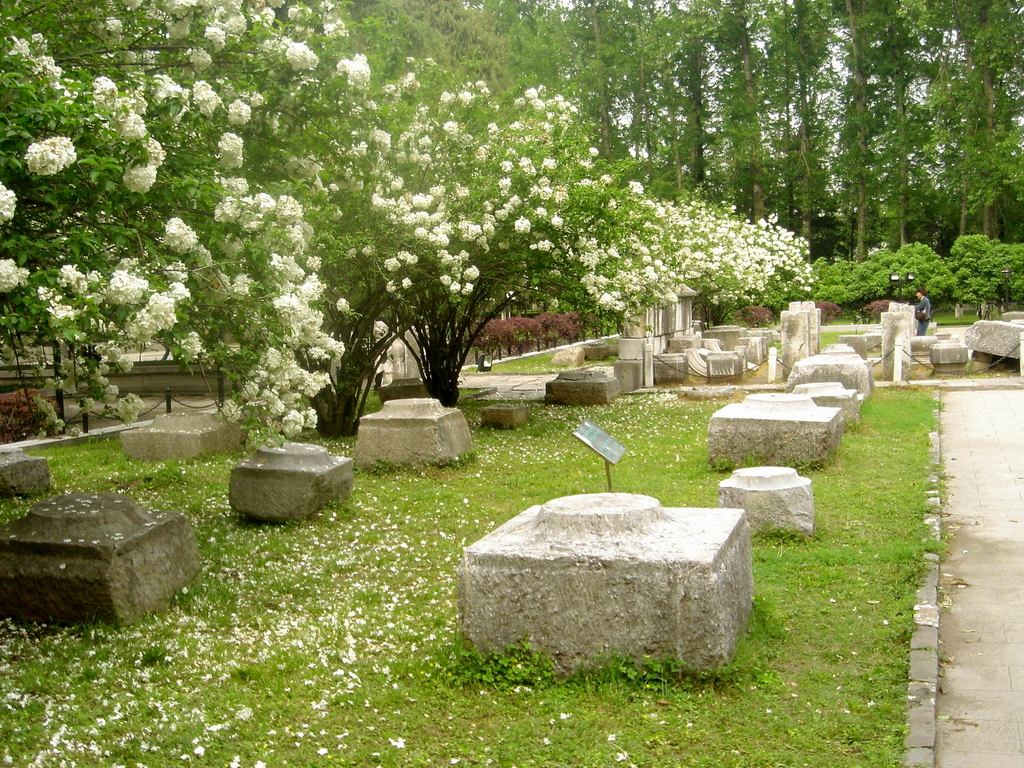
Bases de Colonne
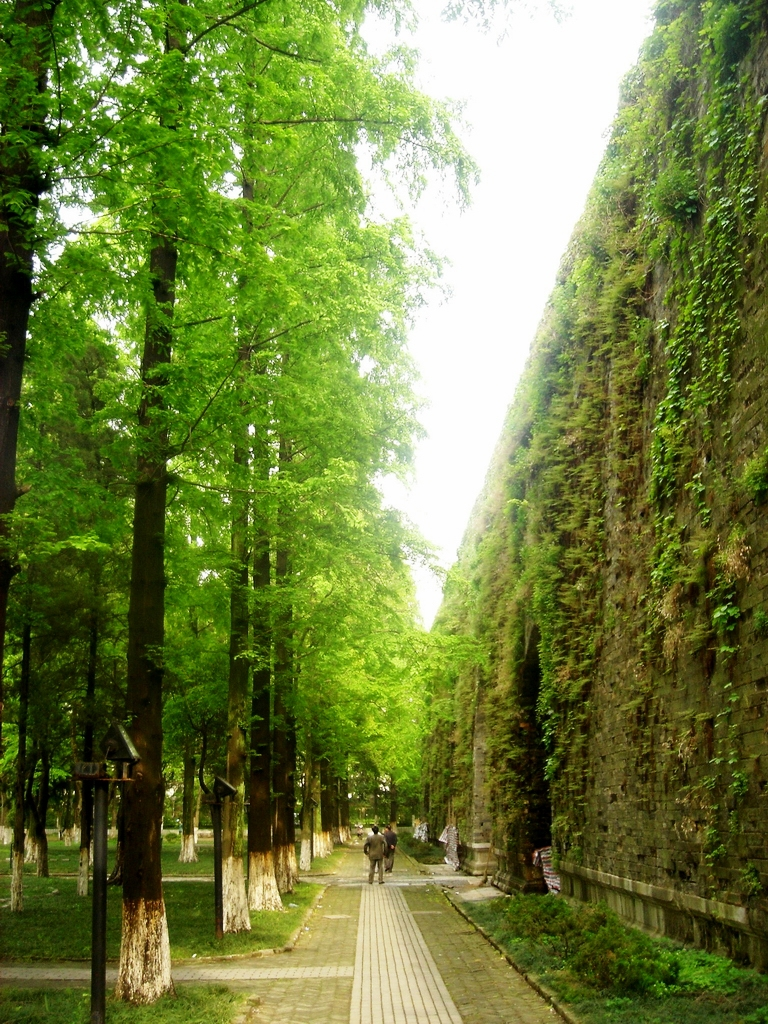
Vue de l'intérieur du Parc de la Porte du Midi
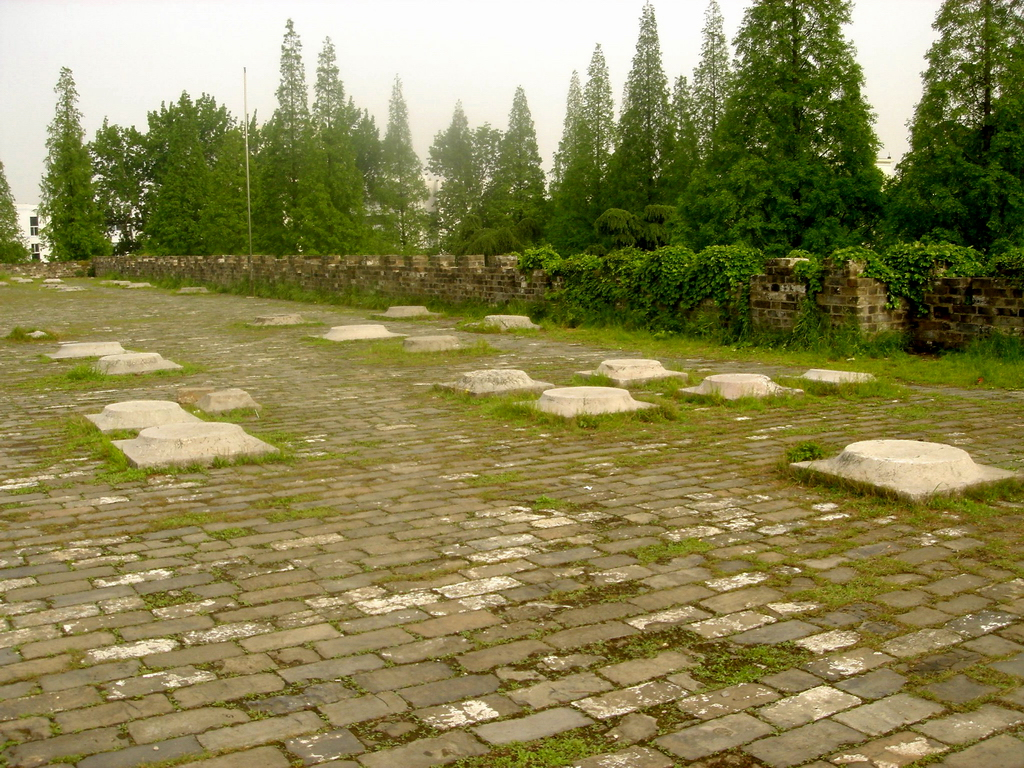
Bases de Colonne
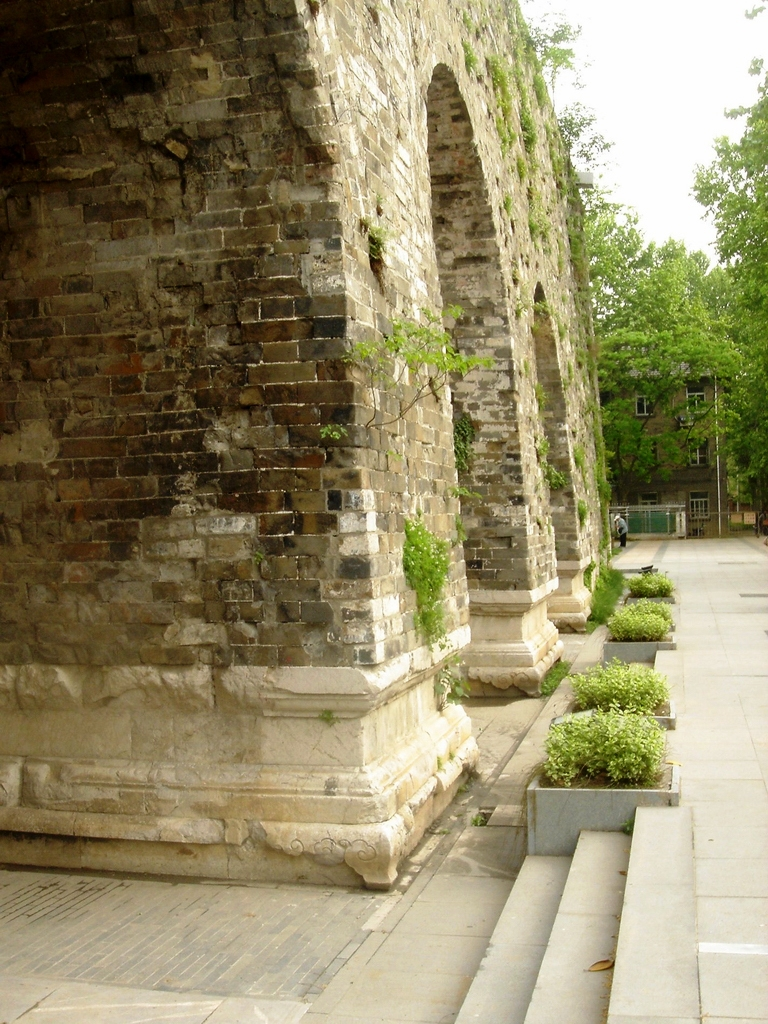
Porte de Donghua (porte de l'est)
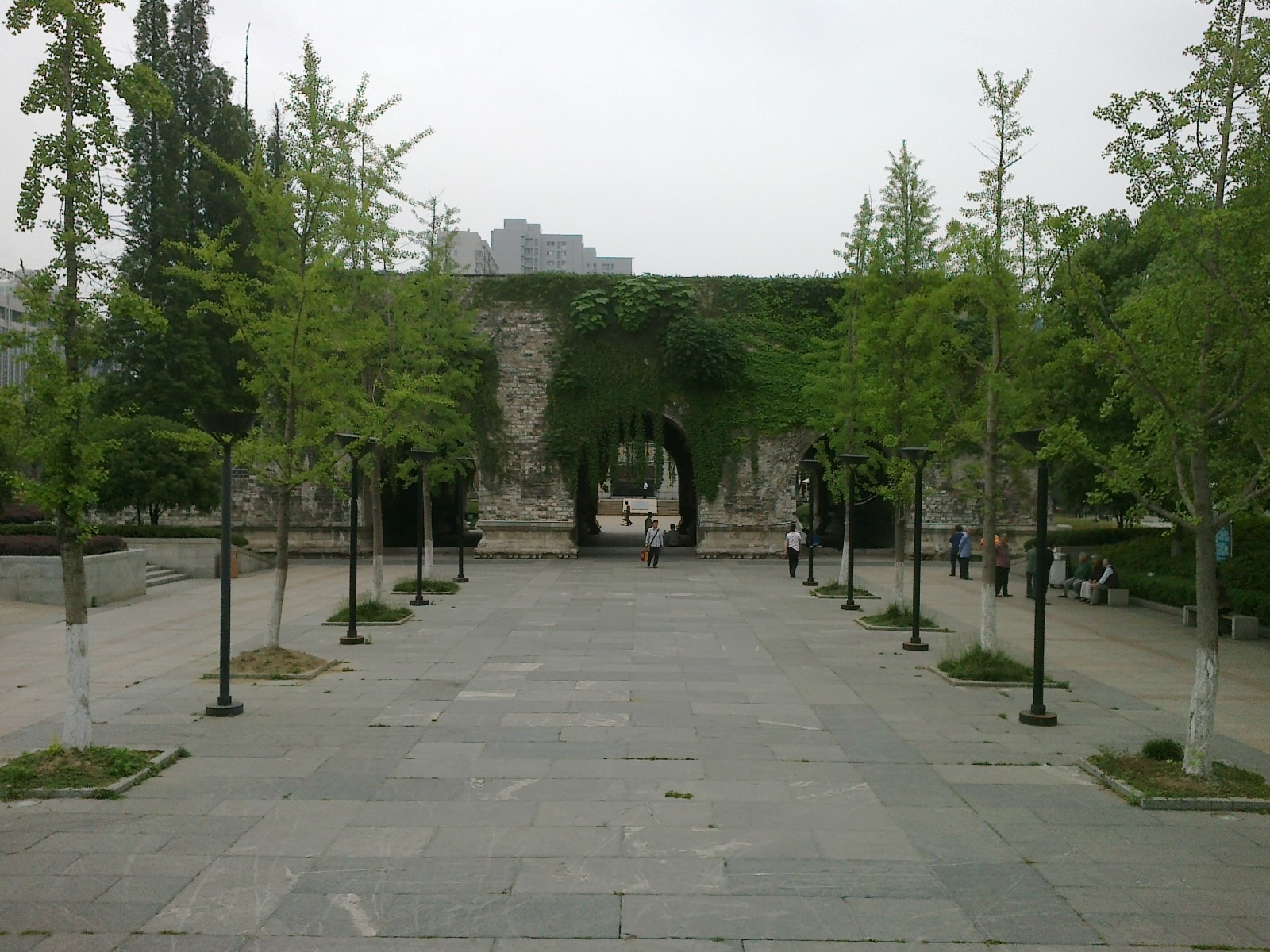
Porte de Xi'an (porte extérieure ouest)